# Khizr Khan
Khizr Khan († 20. Mai 1421) war der Begründer der Sayyid-Dynastie, die über das Sultanat von Delhi herrschte. Er regierte von 1414 bis 1421.

## Biografie
Aus dem Leben Khizr Khans ist nicht viel bekannt. Der 1398 von Timur nach der Eroberung Delhis zum Gouverneur des Punjab eingesetzte Khizr Khan eroberte 1414 Delhi und begründete so die Dynastie der Sayyiden.
Nominell blieb das neue Herrscherhaus zunächst ein Vasall des Timuriden Schāh Ruch. Aus Angst vor einer Invasion durch die Timuriden nahm Khizr Khan  keinen königlichen Titel an und begnügte sich mit den Titeln Rayat-i-Ala (Erhabenes Banner) und Masnad-i-Aali (Höchstes Amt). Während seiner Herrschaft wurden weiterhin Münzen im Namen früherer Tughluq-Herrscher geprägt.
Nach seinem Tod am 20. Mai 1421 folgte ihm sein Sohn Mubarak Khan als Mubarrak Schah II. (1421–1434).